# Пилори
Пилори (грч. Πυλωροί) је насељено место у општини Гребен у периферији Западна Македонија, Грчка. Према попису из 2021. године било је 52 становника.
Насеље је 1913. године имало 95 житеља Грка муслимана (Валахади). Године 1923. муслиманско становништво је принудно исељено у Турску а на њихово место је насељено 50 грчких избегличких породица из Турске, којих је на попису из 1928. године било 198.